# Władysław Skowroński
Władysław Skowroński (ur. 27 czerwca 1857 w Chlewie, zm. 4 grudnia 1920 w Ostrowie Wielkopolskim) – polski pedagog, artysta.

## Życiorys
Urodzony w rodzinie szlacheckiej herbu Tępa Podkowa. Ojciec Antoni Skowroński oraz stryjowie walczyli w powstaniu styczniowym. Z obawy przed represjami władz carskich rodzina Skowrońskich przeniosła się na teren zaboru pruskiego, gdzie znalazła schronienie u księcia Bogusława Radziwiłła w Antoninie.
Władysław Skowroński kształcił się w seminariach nauczycielskich w Poznaniu i Rawiczu. W Rawiczu uczył się, pod kierunkiem profesora Kretschmera, gry na skrzypcach. W późniejszym czasie zdobył jeszcze umiejętność gry na wiolonczeli i organach. Maturę zdał w 1877 roku, w tym samym roku złożył też przysięgę nauczycielską. Egzamin kwalifikacyjny do zawodu nauczyciela zdał w 1880 roku. Tytuł rektora (kierownika szkoły podstawowej) otrzymał bez egzaminów (długoletnia praktyka i kilkakrotne p.o. rektora). Uzyskał uprawnienia nauczyciela gimnastyki w roku szkolnym 1883/1884 w Berlinie, oraz nauczyciela rysunków w latach 1884, 1887 w Elblągu (u profesora Jennera) i w roku 1907 w Poznaniu. Nabył także uprawnienia do nauczania języka polskiego, języka niemieckiego i religii.
Od 1877 uczył w szkole podstawowej w Kochłowach k. Ostrzeszowa (na etacie od 1880), od 1881 roku w katolickiej szkole podstawowej w Ostrowie (od 1902 rektor), w latach 1896–1914 nauczyciel pozaetatowy w Królewskim Gimnazjum w Ostrowie. W ostrowskim gimnazjum był, po śmierci ks. Głębockiego, ostatnim polskim nauczycielem. Był ponadto prywatnym nauczycielem rysunku i malarstwa hrabianki Gustawy Szembekówny, córki dziedzica dóbr wysockich.
Autor rzeźb i obrazów zgromadzonych głównie w regionie ostrowskim, między innymi portret założycieli Królewskiego Gimnazjum w Ostrowie: Wojciecha Lipskiego i Jana Kompałły, obraz św. Rocha w kościele w Ołoboku, obraz Chrystusa błogosławiącego chleb i wino w kościele w Śnieciskach k. Środy Wielkopolskiej. Restaurował także stare obrazy, m.in. obraz w głównym ołtarzu kościoła w Ołoboku. Znaczna część jego dorobku artystycznego uległa zniszczeniu przez hitlerowców podczas II wojny światowej.
Zmarł na zawał, pochowany został na Starym Cmentarzu w Ostrowie Wielkopolskim.